# Markstridsskolan (Finland)
Markstridsskolan (MAASK) (finska: Maasotakoulu) är ett skolförband inom Finlands försvarsmakt som verkat i olika former sedan 2001. Förbandsledningen är förlagd i Villmanstrand i Södra Karelen.

## Historik
Markstridsskolan tar hand om traditionerna av finsk underofficersutbildning som börjades i Vörå krigsskola den 26 januari 1918. Den ständiga yrkesunderofficersutbildning börjades I Markovilla av Viborg i 1921 när Infanteriets Underofficersskola grundades. Efter krigsåren 1939-45 börjades fredstida yrkesunderofficersutbilnding om när Infanteriets Underofficerskola grundades igen i Villmanstrand året 1945. Den nuvarande Markstridsskola är den organisatoriska efterträdare av denna institution. När underofficerskåren ombildades som institutsofficerskåret i befälsreformerna av 1970- och -80-tlen blev skolan Befäls-, senare Försvarsinstituten.
När institutsofficersutbildning lades ner bildades Markstridsskolan ut av Försvarsinstituten den 1 augusti 2001 som en oberoende försvarsgrenskola under Försvarets huvudstab. Markstridsskolan blev ansvarig för den vapengrensspecifika delen av arméofficers utbildning. När Försvarsmakten ombörjade yrkesofficersutbildningen blev Markstridsskolan ansvarig också för arméns yrkesunderofficersutbildning. Sedan 2008, när Armén grundades som vapengren har Markstridsskolan varit ett förband under Arméns befäl. 
Från och med den 1 januari 2015 ingår Reservofficersskolan och arméns vapenslagsskolor som delar i Markstridsskolan. 

## Verksamhet
Markstridsskolans utbildningscenter planerar, bereder, verkställer och utvecklar den grundutbildning och fortbildning. Markstridsskolan har också två "normala" kompanien som utbildar beväringar till bland annat jägare, militärpoliser, militärförare, medicinalmän och för olika underhållsuppgifter. 

## Ingående enheter[4]
- Arméns forskningscenter, utöver verksamheten i Fredrikshamn, finns även forsknings- och utvecklingsavdelningens artillerisektor placerad i Niinisalo, pansarsektorn i Hattula och signalsektorn i Riihimäki.
- Reservofficersskolan, bildades 1920 och hör till Fredrikshamns garnison.
  - Jägarkompaniet, utbildar beväringar för kristida enheter
  - Transportkompaniet, utbildar beväringar för krigstida enheter
  - Stabs- och signalkompaniet, utbildar reservofficerare
  - Pionjärkompaniet, utbildar reservofficerare
  - Spetskompaniet, utbildar reservofficerare
  - Underrättelsekompaniet, utbildar reservofficerare
  - Eldbatteriet, utbildar reservofficerare
- Utbildningscenter, utbildar yrkesunderofficerare och officerare 
  - Pansarskolan, vid Parolannummi garnison. Utbildar utöver yrkespersonal också reservofficerare för pansartrupper.
  - Signalskolan, vid Riihimäki garnison.
  - Artilleriskolan, vid Niinisalo garnison.
  - Infanteriskolan, vid Villmastrands garnison
  - Pionjärskolan, vid Villmanstrands garnison
  - Simulatorkunskapcenter, vid Villmanstrands garnsion

## Förbandschefer
Förbandschefen tituleras chefen Markstridsskolan och har tjänstegraden överste. 

- 2001–2002: Överste Antti Lankinen
- 2002–2006: Överste Juha-Pekka Liikola
- 2006–2009: Överste Teppo Lahti
- 2009–2011: Överste Markku Riittinen
- 2011–2011: Överstelöjtnant Kari Pelkonen
- 2011–2015: Överste Kimmo Lehto
- 2015–2018: Överste Asko Muhonen
- 2018–2022: Överste Kari Pietiläinen
- 2022–2022: Brigadgeneral Sami-Antti Takamaa
- 2023–20xx: Överste Janne Mäkitalo

## Namn, beteckning och förläggningsort
| Markstridsskolan | 2001-08-01 | – |  |

| MAASK | 2001-08-01 | – |  |

| Villmanstrands garnison (F) | 2001-08-01 | – |  |
| Fredrikshamns garnison (D)  | 2015-01-01 | – |  |
| Riihimäki garnison (D)      | 2015-01-01 | – |  |
| Pampyöli garnison (D)       | 2015-01-01 | – |  |